# وجبة الغداء في منزل إميا
وجبة الغداء في منزل إميا (باليابانية: 衛宮さんちの今日のごはん، بالروماجي: Emiya-sanchi no Kyō no Gohan) هي سلسلة مانغا يابانية من تأليف ورسم TAa، نشرت من قبل كادوكاوا شوتين في مجلة Young Ace Up، صدرت منذ 26 يناير 2016، تم تجميع فصول المانغا في 5 مجلدات تانكوبون، صدرت في 22 سبتمبر 2018. اقتبست المانغا إلى أونا، أنمي من إنتاج استوديو يوفوتيبل، عرض الأنمي في 25 يناير 2018 واستمر عرضه حتى 1 يناير 2019.

## القصة
تدور أحداث القصة في عالم بديل حيث يعيش شيرو إيميا مع أسرته وأصدقائه في مدينة فويوكي، وهو يطبخ أنواعًا مختلفة من المأكولات اليابانية لعائلته وأصدقائه على مدار المواسم المختلفة.

## الشخصيات
شيرو إيميا (باليابانية: 衛宮 士郎، بالروماجي: Emiya Shirō)
مؤدي الصوت: نورياكي سوغياما
سيبر (باليابانية: セイバー، بالروماجي: Seibā)
مؤدية الصوت: أياكو كاواسومي
رين توساكا (باليابانية: 遠坂 凛، بالروماجي: Tōsaka Rin)
مؤدية الصوت: كانا أويدا
آرتشر (باليابانية: アーチャー، بالروماجي: Āchā)
مؤدي الصوت: جونيتشي سوابي
ساكورا ماتو (باليابانية: 間桐 桜، بالروماجي: Matō Sakura)
مؤدية الصوت: نوريكو شيتايا
رايدر (باليابانية: ライダー، بالروماجي: Raidā)
مؤدية الصوت: يو أساكاوا
إلياسفيل فون آينزبيرن (باليابانية: イリヤスフィール・フォン・アインツベルン، بالروماجي: Iriyasufīru fon Aintsuberun)
مؤدية الصوت: ماي كادواكي

## وصلات خارجية
- موقع المانغا الرسمي (باليابانية)
- موقع الأنمي الرسمي (باليابانية)
- وجبة الغداء في منزل إميا على موقع IMDb (الإنجليزية)
- وجبة الغداء في منزل إميا على موقع ميوزك برينز (الإنجليزية)
- وجبة الغداء في منزل إميا على موقع قاعدة بيانات الفيلم (الإنجليزية)
- وجبة الغداء في منزل إميا على موقع ANN anime (الإنجليزية)
- وجبة الغداء في منزل إميا على موقع ANN manga (الإنجليزية)